# Core War
Core War (Krieg der Kerne) ist ein Programmierspiel, bei dem zwei oder mehr Programme, die in einer simplen, assemblerartigen Sprache namens Redcode geschrieben sind, im selben Speicherraum gegeneinander antreten. Gewinner ist das Programm, das alle anderen überlebt. Obwohl Core War für beliebige Arten des Spiels stehen kann, wird gemeinhin die Variante gemeint, die auf der Programmiersprache Redcode basiert und durch die Artikel von Alexander K. Dewdney im Scientific American bekannt wurde.
Core War entwickelt die Spielidee von Darwin aus dem Jahr 1961 weiter. Während bei Darwin die Programme direkt auf dem Computer ausgeführt wurden, kommt bei Core War der Memory Array Redcode Simulator (MARS), eine virtuelle Maschine, zur Anwendung.
Die International Core War Society (ICWS) hat 1984 und 1988 Revisionen von Redcode veröffentlicht, ein Update-Vorschlag von 1994 wurde nicht verabschiedet.

## Kampfregeln
Redcode als Kampfsprache unterscheidet sich von anderen Assembler-Sprachen:
- Es wird nur relative Adressierung verwendet.
- Der Speicherraum (Core) ist ringförmig. Adressen sind daher als Moduli der Speichergröße zu interpretieren.
- Jedes mögliche Argument eines Befehls ist auch ein gültiges Argument.
- Daten werden als Argumente des Befehls DAT gespeichert.
- Durch Ausführung von DAT als Befehl stirbt der Prozess.

## Programme
Das einfachste Programm imp (im deutschen „Knirps“), bestehend aus einer Anweisung (mov $0, $1), kopiert seinen Inhalt ein Feld weiter, und geht dann auf dieses Feld.

### Zwilling
Gemini (im deutschen „Zwilling“) macht von seinem Programm eine komplette Kopie, und springt dann in seine Kopie.
```
                 jmp     3
 dat1            dat     #0
 dat2            dat     #99
 start           mov     @dat1,   @dat2
                 add     #1,      dat1
                 add     #1,      dat2
                 cmp     dat1,    dat3
                 jmp     start
                 mov     #99,     94
                 jmp     94
 dat3            dat     #10

```

Erst mit der Einführung des Befehls SPL (split, aufspalten) kam Dynamik in das Spiel. Das zeigte sich an zwei Programmen mit verschiedenen Strategien.

### Mice und Catcan
Während das Programm Mice (von Chip Wendell) den Befehl SPL benutzt, um sich kontrolliert aufzusplitten,
```
 ptr     dat     #0
 org     mov     #12,     ptr    ; n = 12
 loop    mov     @ptr,    <dest  ; *dest = *(ptr+(*ptr))
         djn     loop,    ptr    ; if(--ptr != 0)
                                ;     goto loop
         spl     @dest          ; split(*dest)
         add     #653,    dest   ; dest += 653
         jmz     org,     ptr    ; if(!ptr)
                                ;     goto org
 dest    dat     #0,      #833
         end     org

```

benutzt das Programm Catcan die Anweisung als Split-Bombe, um den Gegner auszuschalten, um ihm zuletzt durch Auslöschung den Garaus zu machen:
Warrior: Cat Can Standard: CWS'88
Author: A. Kirchner Remixor: F. Uy
```
 start     mov       trap2,   < bomb
           mov       trap1,   < bomb
           sub     # 6,         bomb
           jmn       start,     bomb ; trap loop
 set       mov     # -12,       bomb
 kill      mov       bomb,    @ bomb
           djn       kill,      bomb ; kill loop
 reset     jmp       set,       0
           jmp       set,       0
           dat     # 0,       # 0    ; buffer
 bomb      dat     # 0,       # -1024
 trap1     spl       0,         2
 trap2     jmp       -1,        1
           end       start

;
; Your basic two sweep methodical bomber.
; Fires SPL 0 and JMP −1 at every eight
; addresses, then erases the core with
; DAT bombs.

```

Obwohl Mice gegen die meisten älteren Gegner (Gnome, Zwilling, .) überlegen war, war Catcan mit seiner Split-Bombe noch erfolgreicher.
Um die Konsequenz der SPL-Anweisung zu verstehen, muss man wissen, wie ein Duell in Core War aussieht. Der Ablauf sieht nämlich vor, dass erst das eine Programm eine Anweisung ausführt, und dann das andere Programm. Wenn nun ein Programm eine SPL-Anweisung ausführt, bewirkt das, dass der Ablauf eines Programms auf zwei verschiedene Teile aufgespaltet wird. Ohne Split ist der Ablauf bei zwei Programmen A und B: A B A B A B … . Wenn sich nun Programm B genau einmal in zwei Prozesse aufspaltet (was durchaus sinnvoll sein kann), ist der Ablauf A B1 A B2 A B1 A B2 A B1 A B2 … .
Wenn ein Programm nun von einer SPL-Bombe getroffen wird oder in eine solche hineinspringt, dann muss das Programm einen exponentiell steigenden (bis zur Grenze von 64 möglichen Prozessen) Anteil seiner „Rechenzeit“ für die völlig unnützen Anweisungen aufwenden, wodurch seine sinnvollen Aktionen massiv verlangsamt werden.

### Agony
Mit dem 94er-Standard entstanden zahlreiche Programme (die so genannten Scanner und Vampire), die dem Catcan weit überlegen sind, zum Beispiel das Programm Agony 2.1 von Stefan Strack:
```
;strategy Small-interval CMP scanner that bombs with a SPL 0 carpet.
;strategy 2.0: smaller
;strategy 2.1: larger, but should tie less; changed scan constants
;strategy Submitted: @date@

 CDIST   EQU     23                 ; distance between addresses CoMPared
 IVAL    EQU     994                ; scan increment (mod-2 pattern)

 scan    ADD     incr,   comp                            ; CMP scan loop:
 comp    CMP     0,      CDIST                           ;
         SLT     #incr-comp+CDIST+(bptr-comp)+1,comp     ; don't bomb self
         JMP     scan                                    ;

         MOV     #CDIST+(bptr-comp)+1,count    ; init bomb-loop w/ # of bombs
         MOV     comp,    bptr                 ; use "comp" as bomb-pointer
 bptr    DAT     #0                            ; this will be "comp" when exec
 split   MOV     bomb,   <bptr                 ; bomb away
 count   DJN     split,  #0
         JMN     scan,   scan                  ; fall thru when self-obliterated
 bomb    SPL     0                             ; and clear the core
         MOV     2,<-1
 incr    DAT     #IVAL,  #IVAL

```

## Adaptierungen für die Evolutionsforschung
- Tierra ist eine Adaptierung von Core War, die von Thomas S. Ray geschrieben wurde, einem frühen Mitglied der ICWS, und wird in der Modellierung lebender Systeme verwendet.
- Avida ist ein weiterer Abkömmling von Core War. Es basiert auf Tierra, und abstrahiert Evolutionsprozesse noch weiter. Es wurde von Christoph Adami, Charles Ofria und Titus Brown entwickelt und wird in der Evolutionsforschung verwendet.